# Isak Danielson
Isak Ocke Danielson (Göteborg, 27 augustus 1997) is een Zweedse zanger en songwriter.

## Opgroeien en studies
Danielson groeide op in Hovås, ten zuiden van Göteborg. Zijn vader, Måns Danielson, is een van de oprichters van het voedingsbedrijf Mat.se. Het gezin woonde van 2008 tot 2010 in Londen, waar Danielson een opleiding volgde aan de Tring Park School for the Performing Arts.
Hij heeft twee oudere zussen.

## Doorbraak en carrière
In 2012 eindigde Danielson X Factor Sweden als derde.
Danielson kreeg internationale bekendheid nadat de Amerikaanse danseres Maddie Ziegler een dansclip op Instagram deelde waarin zijn nummer Ending werd gespeeld. Vervolgens werd het nummer gebruikt in een van de dansnummers in het Amerikaanse tv-programma So You Think You Can Dance. Zijn lied Ending werd ook gespeeld in een scene van de Amerikaanse televisieserie Cloak & Dagger. Het nummer Ending eindigde in juli 2018 op de 10e plaats op de Hollywood Reporters Top TV Songs Chart.
Danielson heeft twee ep's en verschillende singles uitgebracht en in oktober 2018 bracht hij zijn debuutalbum Yours uit. Dit album kwam binnen op de eerste plaats van iTunes Zweden. Op 20 maart 2020 bracht hij zijn tweede studioalbum uit Remember To Remember Me genaamd. Op 5 maart 2021 bracht hij zijn derde studioalbum Tomorrow Never Came uit, gevolgd door zijn vierde studioalbum King of a Tragedy op 8 april 2022. Op 27 september 2024 kwam zijn vijfde album uit Truly Yours, Isak genaamd. 

## Discografie

### Albums
- 2018 - Yours
- 2020 - Remember To Remember Me
- 2021 - Tomorrow Never Came
- 2022 - King of a Tragedy
- 2024 - Truly Yours, Isak